# Victor Film Company
La Victor Film Company est une société de production de cinéma américaine, créée par Harry Solter et sa femme Florence Lawrence en 1912, à Fort Lee, New Jersey.
La Victor Film Company a produit plus de 400 films entre 1912 et 1917.

## Filmographie partielle
- 1915 : For Professional Reasons de Burton L. King